# Воля к жизни
Воля к жизни ― психологическая сила, призывающая человека к борьбе за выживание. Рассматривается как важный и активный процесс сознательных и бессознательных умозаключений. Особенно сильно проявляется в тех случаях, когда жизни угрожает серьёзная травма или болезнь.
Существует важное соотношение между волей к жизни и экзистенциальными, психологическими, социальными и физическими источниками стресса. Концепция воли к жизни может рассматриваться как непосредственное воздействие надежды. Многие из тех, кто преодолел околосмертные переживания, указывали на сильное желание жить как на одну из главных причин их выживания.
Борьба между желанием умереть и желанием жить также является фактором риска для совершения самоубийства.

## Соотношение воли к жизни и других внутренних импульсов
Воля к жизни считается базисным внутренним импульсом человека, но при этом не обязательно является основной движущей силой его действий. Так, в теории психотерапии Зигмунд Фрейд выделил так называемый принцип удовольствия, согласно которому человек старается строить свою жизнь так, чтобы получать больше удовольствия и избегать боли. Виктор Франкл, проведя некоторое время в немецком концлагере, разработал метод психотерапии, который называется логотерапия, основанный на поиске и анализе смыслов существования, или воле к смыслу. Пирамида потребностей по Маслоу подчёркивает врождённую тягу людей к любви и принятию их обществом, но этим желаниям также предшествует простая и мощная воля к жизни.
По утверждениям психологов, человек всегда является ориентированным по отношению к некоторой поставленной цели. Анализируя концепцию воли к жизни, следует иметь в виду, что эта воля может быть увеличена или уменьшена силой других одновременно существующих внутренних импульсов. Психологи в целом признают существование воли к жизни, воли к радости, воли к превосходству и воли к человеческим связям. Некоторые специалисты среди этих импульсов выделяют также волю к идентичности или установлению значимых индивидуальных реакций. Однако именно воля к жизни является базисом, без которого невозможно удовлетворить прочие внутренние импульсы.

## Концепция воли к жизни
Медицинское определение воли к жизни формулируется следующим образом: «чувство самосохранения, как правило, существующее в паре с идеей о будущем данного человека, которая проявляется в мечтах, стремлениях и ожидании будущих улучшений в жизни». Понятие воли к жизни является важным концептом при попытке понимания и осмысления того, почему человек делает то, чтобы остаться в живых настолько, насколько это возможно. Этот вопрос может быть связан с различными ситуациями: например, в тех случаях, когда человек находится на грани смерти, или же тогда, когда он просто пытается найти смысл в продолжении своей жизни. Некоторые исследователи утверждают, что те люди, которые претерпевают такой негативный опыт и при этом имеют причины жить или цель в жизни, часто преуспевают в деле выживания лучше, чем те, которые могут счесть такие переживания подавляющими. Каждый день человек переживает бесчисленное количество видов негативного опыта. Иногда он является во многом трагическим, болезненным и просто деморализующим. Вопрос о том, что заставляет человека продолжать жить в таких ситуациях, является открытым и имеет множество различных объяснений.

## Корреляции
Экзистенциальные, психические, социальные и в меньшей степени, физические факторы имеют значительную корреляцию с волей к жизни. К проблемам экзистенциального характера принято относить чувство безысходности, желание умереть, ущемление собственного достоинства, ощущение бытности обузой для других. Психическими проблемами являются депрессия, чувство тревоги и потеря концентрации. В список физических проблем входят здоровье в целом, потеря аппетита в частности, и также неудовлетворительная внешность. Социальные факторы, а также общей уровень качества жизни (поддержка со стороны членов семьи и друзей, качество предоставляемых услуг медицинских работников) также значительно коррелируют с волей к жизни.
Учёные предполагают, что психологические факторы уступают физическим по мере приближения смерти. Воля к жизни в целом считается крайне нестабильным явлением.

## Отказ от воли к жизни
Потеря чувства смысла в жизни и цели в ней, восприятие её как нечто тягостное, ― всё это является важными условиями потери воли к жизни, особенно среди умирающих.

## Исследование явления
Одно из исследований в области данной теории проводилось в отношении взрослых людей, неизлечимо больных раком. Исследователи выявили тот факт, что пациенты, которые имели неустойчивую волю к жизни, умирали скорее. Однако данное исследование нуждается в дальнейшей разработке в отношении неизлечимо больных от прочих болезней других возрастных категорий.
Также существует множество примеров людей, которые умирали сразу после крупного праздника (например, Рождества) или даже дня своего рождения: то есть не в праздничный день или до него, но вскоре после. Этот феномен тоже может рассматриваться как проявление воли к жизни.